# Astorga (Hiszpania)
Astorga (łac. Asturica Augusta) – hiszpańskie miasto położone w prowincji León, 868 m n.p.m. 12,2 tys. mieszkańców (2004).
Przed podbojem rzymskim w I w. p.n.e. było stolicą Asturów.
Miasto położone jest na pielgrzymim szlaku do Santiago de Compostela. Słynie z wyrobów czekoladowych i muzeum pielgrzymowania.
W 1887 biskup Juan Bautista Grau i Vallespinós zlecił Gaudiemu zaprojektowanie nowego pałacu biskupiego, w miejsce starego spalonego .
Neogotycką budowlę oddano do użytku dopiero w 1961.

## Współpraca
- Moissac, Francja
- Clavijo, Hiszpania
- Braga, Portugalia
- Reus, Hiszpania

## Literatura
- Gaudi-wszystkie budowle, Rainer Zerbst, Taschen/TMC Art 2010